# کوتا میاگی
کوتا میاگی (ژاپنی: 宮城 晃太؛ زادهٔ ۱۰ اکتبر ۱۹۹۳) یک بازیکن فوتبال اهل ژاپن است.
از باشگاه‌هایی که در آن بازی کرده‌است می‌توان به باشگاه فوتبال ریوکیو اشاره کرد.